# Миллениум Мамбо
«Миллениум Мамбо» (кит. 千禧曼波) — тайваньский художественный фильм 2001 года, снятый режиссёром Хоу Сяосянем. Это история из жизни тайбэйской молодёжи начала XXI века, рассказывающая о девушке Вики, которая всё время ссорится со своим парнем Хао Хао, хочет его бросить, но у неё это не выходит. «Миллениум Мамбо» — 15-й фильм Хоу и первая его работа, вышедшая в прокат в США.
Хоу Сяосянь и сценарист Чжу Тяньвэнь говорили о том, что «Миллениум Мамбо» напоминает их предыдущую совместную работу, фильм «Цветы Шанхая», действие которого переносится в современность, поскольку оба фильма о людях, которые не могут вырваться из ограниченного пространства. Оператор Марк Ли Пинбин назвал фильм «гимном молодости, выполненным преимущественно в документальном стиле». Хоу начал работу над фильмом с собственного погружения в мир тайбэйских ночных клубов, для понимания его обитателей он даже употреблял экстези. Долгое время режиссёр сомневался, стоит ли ему снимать этот фильм, размышлял над тем, что только молодые люди могут снимать настоящее кино о молодёжи. По словам Чжу Тяньвэнь, Хоу куда проще работать над картинами, действие которых разворачивается в прошлом, чем найти правильную перспективу для отображения современности.
Фильм участвовал в конкурсной программе 54-го Каннского кинофестиваля, а также был удостоен нескольких национальных и международных премий. Авторитетный французский журнал о культуре Les Inrockuptibles поставил «Миллениум Мамбо» на 6-ю строчку в своём рейтинге лучших фильмов первого десятилетия XXI века.

## Сюжет
Повествование ведётся от лица Вики, которая, говоря о себе в третьем лице, рассказывает о событиях, произошедших с ней десять лет назад, в первый год нового тысячелетия.
Вики уже много лет живёт со своим парнем Хао Хао. Как часто повторяет Хао Хао, они принадлежат к разным мирам, из-за чего не понимают друг друга и часто ссорятся. Вики любит погулять и повеселиться с друзьями в клубе, Хао Хао в основном сидит дома, пьёт, употребляет наркотики и играет с друзьями в видеоигры, он нигде не работает, занимает деньги у друзей и ворует вещи из родительского дома. Хао Хао страшно ревнив — он постоянно роется в сумочке Вики, проверяет звонки на её мобильном и даже обнюхивает, пытаясь выяснить, была ли она с другим мужчиной. После очередной ссоры Вики собирает вещи и уезжает, она говорит, что это происходит не в первый раз, но каждый раз она возвращается к Хао Хао, сама не понимая зачем, будто под гипнозом. Вики повторяет себе, что на её банковском счету лежит 500 тысяч долларов, и, когда они закончатся, она навсегда уйдёт от Хао Хао.
В то же время в жизни Вики появляется Джек, серьёзный мужчина старше её, который работает на мафию. Джек — полная противоположность Хао Хао, чуткий и заботливый, он становится верным другом и защитником для Вики.

## В ролях
- Шу Ци — Вики
- Чун-хао Туан — Хао Хао
- Джек Као — Джек

## Восприятие
«Миллениум Мамбо» был хорошо воспринят критиками. На 20 декабря 2015 года фильм имеет 80 % положительных отзывов на сайте Rotten Tomatoes на основе 30 отзывов критиков и рейтинг 73 % на агрегаторе Metacritic на основе 12 рецензий.
Дж. Аллен Джонсон из San Francisco Chronicle назвал «Миллениум Мамбо» первоклассной картиной, главная проблема которой в том, что её неизбежно сравнивают с предыдущим фильмом Хоу, «Цветы Шанхая», который критик назвал шедевром. Он отметил высокую эмоциональную плотность фильма, которую, в первую очередь, помогали создавать оператор и исполнительница главной роли.
Штатный кинокритик газеты Los Angeles Times Манола Даргис писала, что «Миллениум Мамбо» уступает предыдущим работам Хоу. По её мнению, режиссёру не удалось до конца развить концепцию, лежащую в основе персонажа Вики. Даргис заметила, что визуальная составляющая фильма, как и в случае с другими фильмами Хоу, находится на высочайшем уровне и часто очень трогательна. Уэсли Моррис из Boston Globe отметил, что в «Миллениум Мамбо» лишь половина амбиций от предыдущих работ Хоу, но всё же назвал картину достойной внимания.
Дерек Элли из издания Variety дал фильму разгромную рецензию, назвав его медлительным, пустым, бестолковым и выглядящим так, будто Хоу Сяосянь спал при его создании. Элли отметил работу оператора и актёрское исполнение Шу Ци (несмотря на то, что её персонаж — пустышка) как немногие положительные моменты фильма.

## Награды и номинации
- Каннский кинофестиваль 2001
  - Победа: Техническое Гран-при (Ту Ду Чи за лучший звук)[10]
  - Номинация: Золотая пальмовая ветвь
- Международный кинофестиваль в Чикаго
  - Победа: «Серебряный Хьюго» (Хоу Сяосянь)
- Гентский международный кинофестиваль
  - Победа: Лучший режиссёр (Хоу Сяосянь)
  - Номинация: Гран-при
- Премия Европейской киноакадемии 2001
  - Номинация: Screen International Award
- Золотая лошадь
  - Победа: Лучшая операторская работа (Марк Ли Пинбин)
  - Победа: Лучшая оригинальная музыка для фильма (Гион Лим)
  - Победа: Лучшие звуковые эффекты (Ту Ду Чи)
  - Номинация: Лучшая женская роль (Шу Ци)
  - Номинация: Лучшая оригинальная песня для фильма (Гион Лим за песню «Fly To The Sky»)